# Dom Meblowy „Emilia” w Warszawie
Dom Meblowy „Emilia” (DM „Emilia”) – meblowy dom handlowy, który znajdował się przy ul. Emilii Plater 51 w Warszawie. Był zaliczany do najwybitniejszych dzieł modernizmu w Polsce. Rozebrany w 2016 roku.

## Historia
Modernistyczny budynek został wzniesiony w latach 1966–1969 według projektu Mariana Kuźniara, Czesława Wegnera i Hanny Lewickiej dla Wojewódzkiego Przedsiębiorstwa Handlu Meblami w Warszawie. Wnętrza zaprojektowali Marian Kuźniar i Hanna Lewicka. Za konstrukcję odpowiadał Tadeusz Spanili. Stanowił uzupełnienie osiedla Emilia.
Zgodnie z założeniami architektów, budynek miał być obiektem przestrzennym, otwartym, do którego można było zajrzeć z zewnątrz przez szklane elewacje. Powstały trzy poziomy handlowe, w tym jeden podziemny, o otwartym planie z szerokim atrium i całkowicie przeszkoloną elewacją. Charakterystycznym elementem architektonicznym były geometryczne, zygzakowate załamania żelbetowego dachu. Konstrukcja całości opierała się na szesnastu filarach a szklane elewacje posiadały stalowy stelaż konstrukcyjny obłożony płaskownikami. Pierwotnie pawilon można było obejść dookoła i z każdej strony oglądać meble. Budynek był szczególnie efektowny w nocy, gdy sprawiał wrażenie lampionu rozświetlającego najbliższą okolicę. Później jednak witryny zasłonięto płytami gipsowo-kartonowymi. Dach będący sześciocentymetrową falującą płaszczyzną był wylewany na miejscu. Część sklepu została wbudowana w dwie kondygnacje sąsiedniego dziewięciokondygnacyjnego budynku mieszkalnego (ul. Pańska 3) oraz połączona ciągiem pieszym i łącznikami. Na pierwszym piętrze zaprojektowano kawiarnię z mozaiką Kazimierza Gąsiorowskiego przedstawiającą ludzkie sylwetki. Kubatura budynku wynosiła 22500 m³, a łączna powierzchnia użytkowa, wraz z częścią wbudowaną, 6150 m² (sam pawilon to 5100 m²).
„Emilia” została otwarta 16 stycznia 1970. W chwili rozpoczęcia działalności była największą placówką sprzedającą meble w Polsce. Jej znajdująca się na trzech kondygnacjach powierzchnia sprzedażowa wynosiła 3600 m². Sprzedawano tam meble krajowe i importowane, a także świadczono usługi i oferowane poradnictwo fachowe. Mieścił się tam również punkt centralnej informacji o zaopatrzeniu meblowym w mieście. Magazyn „Emilii” znajdował się przy ul. Racjonalizacji na Służewcu.
Budynek był jednym z najwybitniejszych dzieł architektury doby modernizmu w Polsce.
W latach 2008–2016 budynek był wykorzystywany jako tymczasowa siedziba Muzeum Sztuki Nowoczesnej w Warszawie.
W grudniu 2016 rozbierany budynek został wpisany do rejestru zabytków. W lutym 2017 ta decyzja została uchylona przez generalnego konserwatora zabytków. Rozbiórka zakończyła się w 2017 roku.
Rozebrany pawilon ma zostać ustawiony ponownie w pobliżu parku Świętokrzyskiego. Koszty tej operacji mają pokryć po połowie deweloper i miasto.

## Galeria
| - Dom meblowy nocą, w 1970 roku - Kawiarnia z mozaiką autorstwa Kazimierza Gąsiorowskiego na piętrze - Dom Meblowy „Emilia” w 2015 roku - Elementy rozebranego pawilonu składowane przy Domu Słowa Polskiego przy ul. Towarowej w Warszawie |